# برهان منصورنیا
بُرهان منصورنیا (۱ تیر ۱۳۷۰ – ۲۷ آبان ۱۳۹۸) یکی از کشته‌شدگان اعتراضات آبان ۱۳۹۸ ایران بود. اسم بُرهان زمانی در میان کاربران فضای مجازی و فعالان حقوق‌بشر ایران مطرح شد که ستاد فرماندهی نیروی انتظامی استان کرمانشاه در یک سناریوسازی دروغین قصد داشت نام بُرهان را به‌عنوان شهید حکومتی جمهوری اسلامی مصادره کند که علیرغم فشارهای زیاد امنیتی بر خانواده منصورنیا، خانواده او علی‌الخصوص مادرش ثریا منوچهری در مقابل این مصادره ایستادند و روایت واقعی کشته شدن بُرهان را مطرح کردند .  خانواده منصورنیا به دلیل مخالفت با این سناریوسازی بارها بازجویی شدند. تنها پسر بزرگ خانواده منصورنیا تا سالگرد اول آبان هجده بار توسط نهادهای امنیتی مختلف استان‌های کرمانشاه و کردستان بازجویی شد.
در ادامه همین فشارها برای مصادره اسم بُرهان، نیروهای امنیتی آگاهی مریوان در اولین تولد بُرهان پس از قتلش (در تیر ماه 1399) به خانواده و دوستان سر خاک بُرهان یورش بردند و همه کسانی که بر مزار او حاضر شده بودند را به باد مشت و لگد گرفتند. حتی پدر و مادر داغدیده‌اش را در روز تولدش و بر سر مزار پسرشان کتک زدند و بدترین توهین‌ها و بی‌احترامی‌ها را به آنها کردند. بعد موبایل‌های همه را به زور اسلحه گرفتند. دو نفر از دوستان نزدیک بُرهان را هم دست‌بند زدند و با خودشان بردند
دو سال و نیم پس از کشته‌شدن بُرهان برادرش سوران منصورنیا پس از خروج از ایران برای اولین بار در نوروز ۱۴۰۱ و در جمع مردم هلند به‌صورت علنی پرده از تمامی این فشارها برداشت و صریحا اعلام کرد که قاتلان برادرش نظام جمهوری اسلامی ایران، سپاه پاسداران و علی خامنه‌ای هستند و رژیم کنونی ایران در آبان خونین همراه با برادرش هزاران نفر دیگر را به قتل رسانده است 

## زندگی، شخصیت و علایق بُرهان
بُرهان منصورنیا، در ۱ تیر سال ۱۳۷۰ در مریوان متولد شد. بُرهان از کودکی طرفدار باشگاه آث.میلان بود و برای همیشه طرفدار این تیم ایتالیایی ماند؛ در میان تیم‌های فوتبال ایرانی نیز او پرسپولیس تهران را دوست داشت.  بُرهان در کودکی به بازی‌های کامپیوتری بسیار علاقه‌ داشت و در زادگاهش مریوان اولین نفری بود که بازی سوپرماریو را به پایان رساند.  او فارغ‌التحصیل دکترای دامپزشکی از دانشگاه ارومیه بود که جهت سپری کردن دوران سربازی به کرمانشاه اعزام شده بود. او در حال گذراندن دوره خدمت سربازی‌اش در بخش ۱۱۰ نیروی انتظامی کرمانشاه بود و ۲ ماه به پایان خدمتش باقی مانده بود. بُرهان شیفته‌ی رمان‌های فیودور داستایفسکی بود و کتاب‎‌های جنایت و مکافات، برادران کارامازوف، و یادداشت‌های زیرزمینی را بارها خوانده بود. بُرهان در زمینه‌‌های مرتبط با محیط زیست هم فعالیت داشت؛ او بارها به صورت داوطلبانه همراه با اعضای انجمن سبز چیا در مریوان به جنگ آتش‌های افتاده به جان جنگل‌های زاگرس رفت.  او گهگاهی نیز فیلم نگاه می‌کرد؛ در میان کارگردانان ایرانی بُرهان تمام فیلم‌های بهمن قبادی و عباس کیارستمی را دیده بود و در میان فیلم‌سازان شناخته‌شده‌ی بین‌المللی او طرفدار کریستوفر نولان، تارکوفسکی، تئو آنجلوپولوس، کیشلوفسکی و کوروساوا بود؛ او در آخرین لحظات زندگی‌اش در بیمارستان طالقانی از برادرش سوران خواسته بود که با هم فیلم علفزار گریان آنجلوپولوس را با هم ببینند. 

## در روز ۲۵ آبان ۱۳۹۸  چه گذشت...
بُرهان منصورنیا روز شنبه ۲۵ آبان ۱۳۹۸ زمانی‌که از منزل برادرش در محلهٔ دولت‌آباد کرمانشاه به سمت محل اعتراضات مردمی می‌رفت، توسط نیروهای امنیتی از پشت هدف گلوله قرار گرفت، زخمی شد و به بیمارستان منتقل شد. در جریان این تیراندازی دو نفر دیگر به نام‌های «عبدالرضا شیرزادی» و «سجاد باقری» نیز هدف اصابت گلوله قرار گرفتنه و جان باختند.
بُرهان منصورنیا که از ناحیه کمر مورد اصابت قرار گرفته و گلوله از شکمش خارج شده و منجر به پارگی روده‌اش شده بود، همان شب مورد عمل جراحی قرارگرفت. وی روز یکشنبه ۲۶ آبان با درد شدید بهوش آمد و از بستگان خود خواست تا او را به زادگاهش انتقال بدهند. او پس از ۳۴ ساعت دست‌وپنجه نرم کردن با مرگ٬ عصر روز دوشنبه ۲۷ آبان ۱۳۹۸ در سن ۲۸ سالگی٬ به دلیل خونریزی شدید به کُما رفت و پس از آن درگذشت.
پیکر بُرهان منصورنیا عصر ۲۸ آبان ۱۳۹۸ به مریوان منتقل شد و با توجه به جو شدید امنیتی، شبانه در قبرستان مریوان به خاک سپرده شد.

## حواشی
- برهان منصورنیا زمانی که در بیمارستان بستری بوده، جزئیات حادثه را برای خانواده‌اش عنوان کرده، که به‌طور کامل در وبسایت رادیو زمانه منتشر شده‌است.[۴]
- ادریس (نام مستعار) یکی از بستگان برهان منصورنیا اعلام کرد:[۱۹]

پس از تیراندازی، مردم کمک می‌کنند تا زخمی‌ها را پیش از آن‌که مأموران برسند از آنجا منتقل نمایند. یکی از اهالی همان منطقه، بُرهان را به منزل خودش می‌برد و با گوشی همراه برهان، با برادر او تماس می‌گیرد و خبر را می‌دهد و به آمبولانس هم زنگ می‌زند: «آمبولانس و برادر بُرهان باهم می‌رسند. بیمارستان فارابی نزدیک‌تر از بقیه بیمارستان‌ها بود، بُرهان را به آنجا می‌برند؛ اما بیمارستان فارابی از پذیرش او امتناع می‌کند. باور می‌کنید؟ بیمارستان از پذیرش مجروحی که خون زیادی ازدست‌داده‌است، وضعیت وخیمی دارد و باید بلافاصله به اتاق عمل منتقل شود خودداری می‌کند. به التماس می‌افتند. فایده‌ای ندارد … پس از یک ساعت چشم‌انتظاری بی‌نتیجه، آمبولانس دیگری می‌گیرند و عازم بیمارستان طالقانی می‌شوند.» در بیمارستان طالقانی هم ابتدا بهانه می‌گیرند که نمی‌توانند پذیرش کنند. با اصرار و التماس برادر بُرهان، او را پذیرش می‌کنند و دستور اعزام به اتاق عمل صادر می‌شود…
برهان بی‌هوش اما زنده از اتاق عمل بیرون می‌آید، انتظار داشته‌اند بُرهان را به بخش مراقبت‌های ویژه، آی‌سی‌یو، منتقل کنند، اما او را به بخش داخلی منتقل می‌کنند: «کسی جوابگو نبوده، داخل بخش هم تخت خالی پیدا نمی‌شود. بُرهان را روی همان برانکارد اتاق عمل ۸ ساعت در راهروی بخش نگه می‌دارند. پرستاران رفتاری انسان‌تر از پزشکان و مدیریت بیمارستان داشته و مرتب به بُرهان سر می‌زنند؛ اما بُرهان که به هوش آمده از درد شدید ناله می‌کند و خونریزی‌اش دوباره شروع می‌شود.»

«پرستاران بخش که وضعیت وخیم بُرهان را می‌بینند چند بار گزارش حال او را به دکتر می‌دهند اما نظر او عوض نمی‌شود و دستور اعزام بُرهان به بخش مراقبت‌های ویژه را نمی‌دهد. در دقایق پایانی زندگی بُرهان، دکتر شاکری برای توضیح رو به وخامت رفتن حال او ابتدا به خانواده‌اش می‌گوید احتمالاً بُرهان به مواد مخدر اعتیاد داشته و دلیل وخامت حالش همین است.» با اعتراض خانواده به این اظهارنظر غیر مسوولانه بُرهان به بخش مراقبت‌های ویژه منتقل می‌شود: «می‌گویند بدن بُرهان سرد شده بود و دیگر کاری برای او نمی‌شد کرد.» چند دقیقه پس از انتقال بُرهان به آی‌سی‌یو، مرگ قطعی بیمار اعلام می‌شود.— ایران‌وایر
ادریس می‌افزاید:
در جریان کالبدشکافی در پزشک قانونی، پیکر او را عامدانه متلاشی کرده بودند. بُرهان منصورنیا ۳۴ ساعت پایان زندگی‌اش را زیر نظر خانواده بستری بود و آن‌ها می‌دانستند چه قسمت‌هایی از بدن او آسیب دیده‌است: «بُرهان از ناحیه کمر گلوله خورده بود و اعضای داخلی‌اش آسیب دیده بود اما در جریان به اصطلاح کالبدشکافی از ناحیه گوش، گردن، سر، دست‌ها و پاهایش را کامل شکافته بودند. دماغش هم شکسته شده بود. ممکن است ایجاد این آسیب‌های عمدی غیرعادی به پیکر بُرهان در حین کالبدشکافی برای این باشد که دلیل مرگ او چیزی غیر از اصابت گلوله و درمان ناکافی ذکر شود.»
خانواده جان‌باخته بُرهان منصورنیا بارها برای دریافت گزارش و نظر نهایی پزشک قانونی در مورد علت مرگ بُرهان به پزشک قانونی کرمانشاه مراجعه کرده‌اند اما پزشک قانونی از تحویل این گزارش به آن‌ها خودداری می‌کند: «معلوم نیست چرا گزارش را تحویل خانواده نمی‌دهند. نهادهای امنیتی هم‌زمان می‌گویند آن‌ها مسوولیتی در تیراندازی منجر به گلوله خوردن بُرهان ندارند و گلوله برخورد کرده به ایشان غیرسازمانی بوده‌است و بُرهان قربانی یک نزاع خیابانی شده‌است.»

اغتشاش‌گری را که قربانی یک نزاع خیابانی شده‌است با به هم‌ریختن پیکرش و با گرفتن تعهد از خانواده و تهدید و پیغام و پسغام تحویل خانواده می‌دهند و نمی‌گذارند بر طبق رسوم رایج و با حضور مردم به خاک سپرده شود و خانواده را زیر فشار کامل گذاشته‌اند تا ثابت کنند او قربانی سرکوب تظاهرات نشده‌است: «این گول بین که روشنیِ آفتاب را / از ما دلیل می‌طلبد، حالا این حکایت ماست و حکومتی که یا جان‌باخته‌های ما را می‌دزدد یا انکار می‌کند.»— ایران وایر

## پس از آبان
- بنا به گفتهٔ «مهدیه گلرو» بعضی از اعضای خانوادهٔ برهان منصورنیا بازداشت شده و مورد تهدید قرار گرفته‌اند.[۲۶]
- پس از گذشت حدود ۲ ماه از کشته‌شدن برهان منصورنیا، هیچ سندی از جمله گزارش پزشکی قانونی و پروندهٔ بیمارستان او به خانوادهٔ منصورنیا تحویل داده نشده‌است.[۲۷]
- خانوادهٔ منصورنیا بارها برای بازجویی احضار شده‌اند.[۲۷] نیروهای امنیتی مریوان کوشیده‌اند شلیک هر نوع گلوله به سمت برهان را انکار کنند و اصرار دارند که وی توسط گلولهٔ غیر سازمانی اشرار به قتل رسیده‌است.[۲۷]
- خانوادهٔ بُرهان منصورنیا تحت فشار نیروهای امنیتی قرار گرفتند که مقامات حکومتی ایران را در منزل خود پذیرا باشند تا با حضور خبرنگاران، برهان را «شهید حکومتی جمهوری اسلامی» اعلام نمایند.[۲۷]
- پدر برهان منصورنیا روز ۱۰ بهمن ۱۳۹۸ به اطلاعات سپاه احضار و مورد بازجویی قرار گرفت. به گفتهٔ یکی از بستگان، خانوادهٔ منصورنیا برای «شهید» اعلام کردن فرزندشان همچنان تحت فشار هستند.[۲۸]
- در ۴ اسفند ۱۳۹۸ اعلام شد، مقام‌های امنیتی ایران، خانوادهٔ برهان منصورنیا را برای انجام مصاحبه تلویزیونی تحت فشار قرار داده‌اند تا کشته شدن فرزندشان به دست نیروهای امنیتی را تکذیب کنند.[۲۹]
- سوران منصورنیا برادر برهان یکی از سخنرانان تجمع بزرگ ایرانیان در برلین بود؛[۳۰] این تجمع در تاریخ ۲۲ اکتبر و همزمان با جنبش زن زندگی آزادی در داخل ایران رخ داد. برادر برهان در سخنرانی‌اش از جنایات مختلف جمهوری اسلامی گفت. تصویر پایانی سخنرانی سوران از ماندگارترین تصاویر برلین بود که به یکی از نمادهای این تجمع تبدیل شد [۳۱][۳۲]
- روزنامه‌ی امنیتی مشرق نیوز وابسته به سپاه پاسداران در تاریخ  ۱ آذر ۱۴۰۲ و در یک مقاله مفصل سوران منصورنیا برادر بُرهان منصورنیا را دروغگو خواند و نوشت که شخصی به اسم بُرهان منصورنیا در آبان ۱۳۹۸  کشته نشده است؛ این اقدام پس از تاسیس انجمن خانواده‌های دادخواه آبان توسط سوران منصورنیا و چندین خانواده‌ی دادخواه دیگر بود. [۳۳]
- در پی مرگ ابراهیم رئیسی (رییس جمهور وقت ایران و از اعضای هیات مرگ) ثریا منوچهری (مادر بُرهان منصورنیا) ابراز خوشحالی خود را با گفتن جمله‌ی  «مبارک‌مون باشه» نشان داد که بسیار مورد توجه کاربران فضای مجازی در ایران و خبرگزاری‌های بین‌المللی قرار گرفت [۳۴][۳۵][۳۶]
- در مجموعه داستان کوتاهِ «آبان شد...» که توسط انتشارات انجمن خانواده‌های دادخواه آبان و نشر دنا در هلند منتشر شد داستان «بُرهانِ آبان» به سبک رئالیسم جادویی به شرح حال بُرهان در بیمارستان طالقانی می‌پردازد. [۳۷][۳۸]
- پادکست پرمخاطب رادیو مرز قسمت هفتادوپنجم خود را به روایت خانواده‌های دادخواه اختصاص داد. در این اپیزود مادر ریحانه جباری، برادر بهروز ملکی، خواهر سعید زینالی، مادر پژمان قلی‌پور، پسرعموی احمد میرعلایی، و برادر بُرهان منصورنیا در مورد سرگذشت خانواده‌هایشان پس از قتل حکومتی عزیزان‌شان صحبت کردند. [۳۹][۴۰][۴۱][۴۲]